# Принципи васпитног рада
Принципи васпитног рада представљају веома сложен социјални процес са коначним васпитним ефектима. Потпуно је природно да неки принципи познати у дидактици добијају опште значење и тако нађу примену и у науци о васпитању. Са становишта васпитног рада издвајају се три принципа по својој специфичности, а то су:
1. принцип индивидуализације у васпитном раду;
2. принцип оптимизма у васпитном раду;
3. принцип конгруенције и пуне активности свих чинилаца у васпитно-образовном процесу;[1]

## Принцип индивидуализације у васпитном раду
Принцип индивидуализације у васпитном раду подразумева усаглашавање метода и поступака васпитног рада са индивидуалним особинама субјеката, пре свега са особинама личности (когнитивне, односно вољне), али и са неким когнитивним особинама, нарочито са интелигенцијом. У том случају веома је важно да се зна да ли је неко смео или страшљив, доследан или колебљив, емоционално стабилан или нестабилан, зрела или незрела личност, трудољубив или лењ, толерантан или набусит, оптимиста или песимиста.

## Принцип оптимизма у васпитном раду
Принцип оптимизма у васпитном раду подразумева, с једне стране веру у моћ васпитања, а са друге стране - у човека, његове могућности и његову спремност да се васпита.
На основу овако схваћеног принципа оптимизма у васпитном раду, могу се формулисати одређена суштинска опредељења:
| Веровање у моћ васпитања               |
| Веровање у човека                      |
| Узајамна љубав васпитача и васпитаника |

А. С. Макаренко је пример васпитача који је неограничено волео човека и веровао у човека, и то је потврдио у својој васпитној пракси, а изразио у својим познатим педагошко-литерарним делима (Педагошка поема нпр.).

## Принцип конгруенције у васпитно-образовном процесу
Принцип конгруенције у васпитном раду подразумева сагласност и подударност односно јединстевено деловање свих чинилаца и пуне активности у васпитно образовном процесу, почев од породице, васпитно-образовне установе, интимног круга ученика па до социјалне средине у ширем смислу, где се посебно мисли на утицај система, културе, масовних медија и других елемената шире друштвене средине.
Породица делује као снажан васпитни чинилац, а уз пуну сагласност и пуну активност школе, представља кључну карику у свеукупном развоју личности.
Остваривање принципа конгруенције и пуне активности свих фактора у васпитно-образовном процесу, огледа се у приближавању и што потпунијој сарадњи  на задацима васпитања, у међусобној размени мишљења и ставова, у инсистирању на доследном поштовању распореда рада, на усаглашавању критерија и захтева у складу са развијеним могућностима ученика.

## Rеференце
1. ↑  „07.3. Општи принципи васпитног рада - Лиценца за рад наставника, васпитача и стручних сарадника”. licencazarad.palankaonline.info. Архивирано из оригинала 09. 04. 2020. г. Приступљено 9. 4. 2020.
2. ↑  „Anton Makarenko | Soviet educator”. Encyclopedia Britannica (на језику: енглески). Приступљено 9. 4. 2020.